# Ixodes succineus
Ixodes succineus este o specie de căpușe din genul Ixodes, familia Ixodidae, descrisă de Weidner în anul 1964. Conform Catalogue of Life specia Ixodes succineus nu are subspecii cunoscute.